# Józef Potkański
Józef Potkański herbu Brochwicz (zm. w 1782 roku) – kasztelan radomski w latach 1757–1772, starosta zwoleński, łowczy sandomierski.
Był synem łowczego sandomierskiego Jana Potkańskiego, bratem biskupa sufragana i jezuity Franciszka, zakonnika z zakonu pijarów Florentego Jana i Antoniego. Był elektorem Stanisława Augusta Poniatowskiego z województwa sandomierskiego w 1764 roku. W 1764 roku został wyznaczony senatorem rezydentem. 